# Fokker C.XI
Fokker C.XI — нидерландский двухместный поплавковый гидросамолёт-разведчик. Разработан под руководством Ф. Хентцена. Первый полёт выполнен 20 июля 1935 год. Изготовлено 15 экземпляров, все они состояли на вооружении ВВС Нидерландов.

## История создания
В середине 1930-х гг. для оснащения лёгких крейсеров типа «Тромп» и лёгкого крейсера Де Рёйтер у голландских ВМС возникла потребность в самолётах-разведчиках способных запускаться с корабельных катапульт. Необходимый самолёт был спроектирован в КБ фирмы «Недерландше влиегтуигенфабрик Фоккер» под руководством Ф. Хентцена. Первый полёт был совершен 20 июля 1935 года. Испытания прототипа проходили в Северной Германии. На вооружении ВВС Нидерландов с 1938 года. Выпуск машин завершился в 1940 году.

## Эксплуатация
Fokker C.XI принят на вооружение в 1938 году. Большинство самолётов несли службу не на кораблях, а в Голландской Ост-Индии (Голландские колониальные владения на островах Малайского архипелага и в западной части острова Новая Гвинея). Службу на корабле нёс лишь один самолёт, он базировался на лёгком крейсере «Де Рёйтер». Одна машина находилась в метрополии и с началом Голландской операции, начатой частями Вермахта, была эвакуирована в Англию. В дальнейшем она также была перебазирована на остров Ява. В ходе оборонительного сражения в Ост-Индии от вторжения со стороны Японии Fokker C.XI интенсивно использовались в качестве разведчиков, в этих полётах были потеряны все машины.

## Конструкция
Конструктивно самолёт представляет собой одностоечный биплан, крылья с фанерной и полотняной обшивкой. Фюзеляж из сварных труб с полотняной обшивкой. Вооружение состоит из одного курсового пулемёта и одного пулемёта установленного в задней кабине, для обороны задней полусферы.

### Технические характеристики
- Экипаж: 2 человека
- Длина: 10,4 м
- Размах крыла: 13,0 м
- Высота: 4,5 м
- Площадь крыла: 40,0 м²
- Профиль крыла:
- Масса пустого: 1 720 кг
- Масса снаряженного:
- Нормальная взлетная масса: 2 550 кг
- Максимальная взлетная масса: кг
- Двигатель: Bristol Pegasus III
- Мощность: 1x765 л. с.

### Лётные характеристики
- Максимальная скорость: 280 км/ч
  - у земли:
  - на высоте м:
- Крейсерская скорость: 235 км/ч
- Практическая дальность: км
- Практический потолок: 6 400 м
- Скороподъёмность: м/с
- Нагрузка на крыло: кг/м²

### Вооружение
- 7,9-мм пулемет FN-Browning 2 шт